# São Martinho (Sintra)
São Martinho ist eine ehemalige Gemeinde (Freguesia) im portugiesischen Kreis (Concelho) von Sintra. Die Gemeinde hatte 6282 Einwohner (Stand 30. Juni 2011). Sie stellt einen Teil des Stadtgebiets von Sintra dar.
Im Zuge der Gebietsreform vom 29. September 2013 wurden die drei Innenstadtgemeinden Sintra (São Martinho), Sintra (São Pedro de Penaferrim) und Sintra (Santa Maria e São Miguel) zur neuen Gemeinde União das Freguesias de Sintra (Santa Maria e São Miguel, São Martinho e São Pedro de Penaferrim) zusammengeschlossen.